# Cesanese di Olevano Romano
Cesanese di Olevano Romano DOC oder einfach Olevano Romano DOC ist ein italienischer Rotwein aus der Metropolitanstadt Rom in der Region Latium, der seit 1973 eine „kontrollierte Herkunftsbezeichnung“ (Denominazione di origine controllata – DOC) besitzt, die zuletzt am 7. März 2014 aktualisiert wurde.

## Anbau
Angebaut und vinifiziert wird er in der Gemeinde Olevano Romano und in Teilen der Gemeinde Genazzano, die in den Monti Prenestini liegen.

## Erzeugung
Es werden folgende Weintypen erzeugt:
Die Weine werden entweder trocken oder lieblich oder süß ausgebaut. Die süße Variante gibt es auch als Perlwein (Frizzante). Alle Weine müssen folgende Rebsorten-Zusammensetzung enthalten:
- 85–100 % Cesanese di Affile und/oder Cesanese Comune
- 0–15 % andere rote Rebsorten, die für den Anbau in der Region Latium zugelassen sind.

## Beschreibung
Laut Denomination (Auszug):

### Cesanese di Olevano Romano oder Olevano Romano
- Farbe: rubinrot mit violetten Reflexen
- Geruch: zart, charakteristisch
- Geschmack: trocken, körperreich, weich, harmonisch
- Alkoholgehalt: mindestens 12,0 Vol.-%
- Säuregehalt: mind. 4,5 g/l
- Trockenextrakt: mind. 24,0 g/l

### Cesanese di Olevano Romano oder Olevano Romano amabile (lieblich)
- Farbe: rubinrot mit purpurfarbenen Reflexen
- Geruch: zart, charakteristisch
- Geschmack: lieblich und charakteristisch
- Alkoholgehalt: mindestens 11,0 Vol.-%
- Säuregehalt: mind. 5,0 g/l
- Trockenextrakt: mind. 22,0 g/l
- Gesamtzuckergehalt:  18–30 g/l